# سیارک ۵۳۲۰
سیارک ۵۳۲۰ (به انگلیسی: 5320 Lisbeth، نامگذاری:1985VD) پنج هزار و سیصد و بیستمین سیارک کشف شده‌است که در ۱۴ نوامبر ۱۹۸۵ کشف شد.
قدر مطلق سیارک برابر ۱۲٫۱۰ است.